# Philiscus van Athene
Philiscus van Athene (Oudgrieks: Φιλίσκος / Philískos) was een dichter van de Attische "Midden-Komedie" omstreeks 376 v.Chr. Van zeven stukken zijn de titels nog bewaard, die op mythologische onderwerpen doelen: Ἄδωνις, Διὸς γοναί, Θημιστοκλῆς, Ὄλυμπος, Πανὸς γοναί, Ἑρμοῦ καὶ Ἀφροδίτης γοναί, Ἀρτέμιδος καὶ Ἀπόλλωνος.

## Referentie
- art. Philiscus (2), in F. Lübker - trad. ed. J.D. Van Hoëvell, Classisch Woordenboek van Kunsten en Wetenschappen, Rotterdam, 1857, p. 738.

- Gemeinsame Normdatei: 102402795
- Virtual International Authority File: 32386667